# وجيه أبو ظريفة
وجيه أبو ظريفة (1968-) هو صحفي وباحث وأستاذ للعلوم السياسية فلسطيني ولد في بلدة عبسان الكبيرة في محافظة خان يونس جنوب قطاع غزة.. درس المرحلة الأساسية في مدرستي أحمد عبد العزيز وعبد القادر الحسيني، ودرس المرحلة الثانوية في مدرسة حاتم الطائي الثانوية، وتخرج منها عام 1986، ودرجة الدبلوم في العلاقات العامة والإعلام من جامعة الأزهر عام 1996، كما نال درجة البكالوريوس في تنمية المجتمع الفلسطيني من جامعة القدس المفتوحة عام 2004، ودرجة الماجستير في الدراسات الإقليمية من جامعة القدس - أبو ديس عام 2008، ودرجة الدكتوراه في العلوم السياسية من معهد البحوث العربية في القاهرة عام 2012. له عدد من الدراسات والأبحاث، وقد حصل على عدد من الجوائز منها: جائزة الإبداع الوطني من المنتدى الوطني الفلسطيني عام 2005، وجائزة الإلهام من جامعة شيكاغو في الولايات المتحدة عام 2016، وجائزة الرئيس محمود عباس للمقاومة الأكاديمية عام 2021.

## حياته العملية
عمل وجيه مراسلاً صحفياً في عدد من وسائل الإعلام المحلية والدولية منذ عام 1988. وكان مديراً في الهيئة الوطنية للدفاع عن الأراضي ومواجهة الاستيطان بين عامي (1996-2005). ثم أصبح محاضراً في العلوم السياسية في الجامعات الفلسطينية منذ عام 2012. وكان استاذاً زائراً في جامعة شيكاغو The University of Chicago في الولايات المتحدة بين عامي (2015-2016). كما عمل مستشاراً في دائرة شؤون اللاجئين في منظمة التحرير الفلسطينية منذ عام 2018. بالإافة إلى كونه رئيساً للمركز الفلسطيني للحوار الثقافي والتنمية منذ عام 2019.

## نشاطه السياسية
انتمى أبو ظريفة إلى حزب الشعب عام 1985، ونشط في المجال الإعلامي الوطني، كما أنه من المشاركين في تأسيس رابطة الصحفيين الفلسطينيين، وهو عضو في الهيئة الوطنية لمواجهة الاستيطان منذ عام 1998، وكان عضواً في القيادة الموحدة للانتفاضة الأولى في مدينة خان يونس عام 1989، وشارك في تشكيل اللجان الشعبية للاجئين في قطاع غزة، وفي تأسيس الهيئة الوطنية للدفاع عن الأراضي الفلسطينية ومواجهة الاستيطان، وأصبح الناطق الرسمي باسمها حتى الانسحاب الاسرائيلي من قطاع غزة 2005. أصبح عضواً في لجنة المتابعة للقوى الوطنية والإسلامية 2016، وعضواً في الهيئة الوطنية لمسيرات العودة 2018، وعضواً في المجلس الوطني الفلسطيني عام 2018، وهو من مؤسسي المنتدى المدني التنموي ومركز الجنوب للإعلام، ومن مؤسسي المركز الفلسطيني للحوار الديموقراطي والتنمية السياسية عام 2018، وعضو المجموعة الفلسطينية للتفكير الاستراتيجي عام 2021، وعضو المجلس المركزي الفلسطيني عام 2022. شارك وجيه في جلسات الحوار الوطني لإنهاء الانقسام في القاهرة وغزة والجزائر.
كما عانى وجيه من الاحتلال؛ إذ اعتقل في سجون الاحتلال خمسة مرات أثناء الانتفاضة الأولى ما بين عامي (1987-1993)، وطارده الاحتلال عام 1988، وفرض عليه الإقامة الجبرية بين عامي (1990-1994)، بالإضافة لتعرضه للإصابة برصاص الاحتلال عامي 1988 و1993.